# 47 Armia (ZSRR)

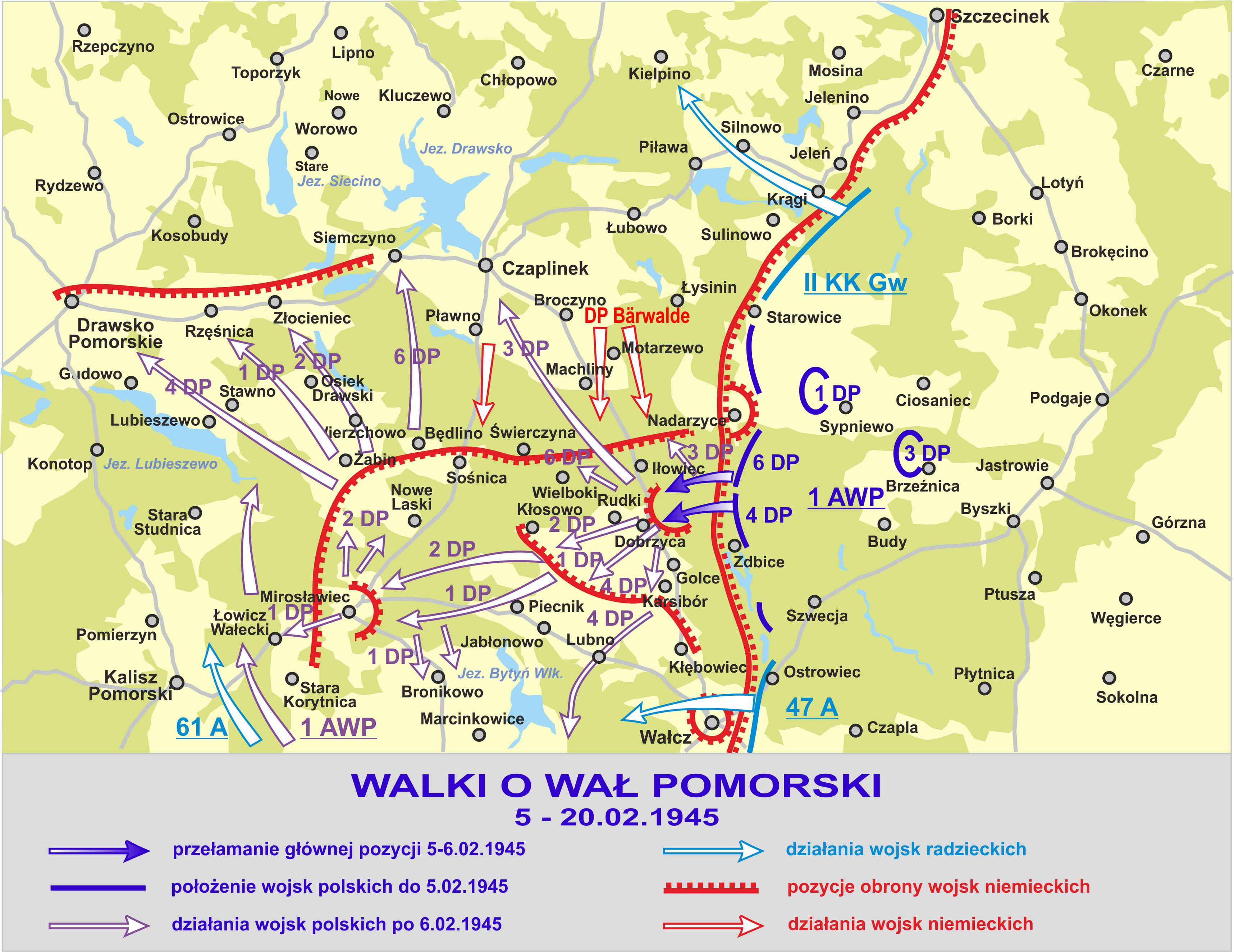
Walki 47 Armii na Wale Pomorskim (5 II 1945 – 20 II 1945)

47 Armia (ros. 47-я армия) – związek operacyjny Armii Czerwonej z okresu II wojny światowej.

## Historia
Armia sformowana 1 sierpnia 1941 w Zakaukaskim Okręgu Wojskowym na podstawie rozkazu dowódcy Okręgu z dnia 26 lipca 1941. Powstała na bazie 28 Korpusu Zmechanizowanego.  
Armia wchodziła w skład Frontu Zakaukaskiego (23 VIII 1941 – 30 XII 1941) i brała udział w interwencja brytyjsko-radzieckiej w Iranie. Następnie należała do frontów: Kaukaskiego (30 XII 1941 – 28 II 1942), Krymskiego (28 II 1942 – 20 V 1942), Północno-Kaukaskiego (20 V 1942 – 3 IV 1943), Rezerwowego (10 IV 1943 – 15 IV 1943), Stepowy Okręg Wojskowy/Stepowego (15 IV 1942 – 1 VIII 1942) i Woroneskiego (1 VIII 1943 – 31 X 1943). 
W czasie bitwy kurskiej (5 lipca – 23 sierpnia 1943) dowództwo 47 Armii tworzyli następujący oficerowie: dowódca Piotr Kozłow, szef sztabu J. Iwanow, członkowie rady wojennej Iwan Korolew i P. Kuźmin oraz szef zarządu politycznego M. Kałasznik. Od 3 sierpnia 1943 roku 47 Armią dowodził Pawieł Korzun.
Następnie 47 Armia wchodziła w skład 1 Frontu Ukraińskiego (20 I 1944 – 25 II 1944), 2 Frontu Białoruskiego (25 II 1944 – 5 IV 1944), Frontu Białoruskiego (5 IV 1944 – 16 IV 1944) i 1 Frontu Białoruskiego (16 IV 1944 – 9 V 1945). W tym czasie uczestniczyła operacji brzesko-lubelskiej, ofensywie styczniowej, bitwie o Bydgoszcz, przełamaniu Wału Pomorskiego i zdobyciu Berlina.

## Dowódcy armii
- gen. mjr Wasilij Nowikow (lipiec – październik 1941)
- gen. mjr Konstantin Baronow (październik 1941 – luty 1942)
- gen. lejtn. Stiepan Czerniak (luty 1942)
- gen. mjr Konstatntin Kołganow (luty – maj 1942)
- gen. mjr Grigorij Kotow (maj – wrzesień 1942)
- gen. majr Andriej Greczko (wrzesień – październik 1942)
- gen. lejtn. Fiodor Kamkow (październik 1942 – styczeń 1943)
- gen. lejtn. Konstantin Leselidze (styczeń – marzec 1943)
- gen. mjr Aleksandr Ryżow (marzec – lipiec 1943)
- gen. mjr Piotr Kozłow (lipiec – sierpień 1943)[2]
- gen. lejtn. Pawieł Korzun (sierpień – wrzesień 1943)[2]
- gen. lejtn. Filipp Żmaczenko (wrzesień – październik 1943)
- gen. lejtn. Witalij Polenow (październik 1943 – maj 1944)
- gen. lejtn. Nikołaj Gusiew (28 kwietnia 1944 – 17 listopada 1944)[3]
- gen. mjr/gen. lejtn. Franc Pierchorowicz (17 listopada 1944 – lipiec 1945)

## Struktura organizacyjna
Skład w sierpniu 1941:
- 6 Dywizja Pancerna
- 54 Dywizja Pancerna
- 63 (Gruzińska) Dywizja Strzelców Górskich
- 76 (Armeńska) Dywizja Strzelców Górskich
- 236 Dywizja Strzelecka oraz 13 Pułk motocyklowy, 116 i 456 pułk artylerii, 347 myśliwski pułk lotniczy i szwadron 7 samodzielnego batalionu pociągów pancernych[4]

Skład w styczniu 1945:
- 77 Korpus Armijny
- 125 Korpus Armijny
- 129 Korpus Armijny